# Артемьев, Фёдор Андреевич
Фёдор Андре́евич Арте́мьев (19 сентября 1914 — 10 марта 1992) — Герой Советского Союза, командир батареи 386-го гвардейского самоходно-артиллерийского Люблинского полка, гвардии капитан.

## Биография
Родился 19 сентября 1914 года в селе Кудеиха Сиявской волости Алатырского уезда (ныне Порецкого муниципального округа Чувашской Республики). По национальности — русский. В 1935—1939 учился в Горьковском автомобильно-механическом техникуме. В Красной Армии с сентября 1939, призван Порецким районным военкоматом. В 1943 году окончил Ульяновское танковое училище. 
Во время Великой Отечественной войны с 1 января 1943 года до победы над Германией сражался на Волховском и 1-м Белорусском фронтах, занимая должности заместителя командира стрелковой роты по политчасти и командира батареи. Особо отличился в 1945 году в ходе наступательных боев в Польше. Командир батареи 386-го гвардейского самоходно-артиллерийского полка 9-го гвардейского танкового корпуса (2-я гвардейская танковая армия, 1-й Белорусский фронт) гвардии капитан Ф.А. Артемьев  в боях под городами Жирардув и Торн (Польша) показал себя тактически грамотным, отважным командиром. Личным примером воодушевлял бойцов и офицеров батареи на выполнение поставленной задачи. Его батарея разгромила значительное количество живой силы и техники противника. Прорвавшись в населённый пункт Подгуже, батарея огнём обеспечила продвижение пехоты 33-й гвардейской мотострелковой бригады, не имея потерь в технике и личном составе.
Звание Героя Советского Союза с вручением ордена Ленина и медали «Золотая Звезда» (№ 5755) Фёдору Андреевичу Артемьеву присвоено 27 февраля 1945 года за отвагу и мужество, проявленные в боях за освобождение польских городов Жирардув и Тори (Торунь).
Окончание войны застало Ф. А. Артемьева в Берлине.
В 1949 году Фёдор Андреевич окончил Военную академию бронетанковых и механизированных войск Красной Армии, был на преподавательской работе в Саратовском танковом училище. В июле 1962 года по состоянию здоровья уволен из Советской Армии в отставку в звании подполковника. Проживал в городе Саратове.
Умер 10 марта 1992 года. Похоронен в г. Саратов.

## Награды
- Герой Советского Союза (1945)
- Орден Ленина (1945)
- два ордена Красного Знамени (1944, 1945)
- Орден Отечественной войны 1-й (1985) и 2-й (1944) степеней
- Орден Красной Звезды (1954)
- медали, в том числе:
  - «За боевые заслуги»
  - «За освобождение Варшавы»
  - «За взятие Берлина»
  - «За победу над Германией в Великой Отечественной войне 1941—1945 гг.»

## Увековечение памяти
- В селе Кудеиха, на здании школы, где учился Ф.А. Артемьев, установлена мемориальная доска.